# Frank Vidal
Frank Vidal (9 de agosto de 1979) es un deportista cubano que compitió en judo. Ganó una medalla de oro en el Campeonato Panamericano de Judo de 1999 en la categoría de –100 kg.

## Palmarés internacional
| Campeonato Panamericano | Campeonato Panamericano | Campeonato Panamericano | Campeonato Panamericano |
| Año                     | Lugar                   | Medalla                 | Categoría               |
| ----------------------- | ----------------------- | ----------------------- | ----------------------- |
| 1999                    | Montevideo (Uruguay)    | Medalla de oro          | –100 kg                 |